# Georg Barkhausen (Mediziner)
Georg Barkhausen, auch Georg Philipp Carl Erhard Barkhausen, (* 16. Januar 1798 in Huntlosen bei Bremen; † 13. Juni 1862 in Bremen) war ein deutscher Mediziner in Bremen.

## Biografie
Barkhausen war der Sohn des Pastors in Huntlosen, Christian Friedrich Barkhausen (1762–1798). Er studierte Medizin und war als praktischer Arzt ab 1820 in Bremen erfolgreich tätig und erwarb als Arzt großes Ansehen. 1850 wurde er Mitglied des Gesundheitsrates der Stadt.
Er war verheiratet mit Louise Giesecke (1807–1869). Ihr Sohn Carl Georg Barkhausen wurde Bremer Senator, Bremer Bürgermeister und Präsident des Senats.
Er verfasste ab 1828 mehrere medizinische Aufsätze sowie u. a. die Biografien von Heinrich Wilhelm Olbers und Gottfried Reinhold Treviranus. Er schrieb um 1860/61 über seine Beobachtungen bei der Entwicklung zum Bau der Neuen Börse (1861/64), bei der siebzehn alte Giebelhäuser und die Wilhadikapelle abgerissen werden sollten (und auch abgerissen wurden). 1861 gründeten er und 15 andere namhafte Bürger auch deshalb die Sektion zur Erhaltung bremischer Altertümer, aus der die Historische Gesellschaft Bremen wurde.

## Werke (Auswahl)
- Bruchstücke aus dem Leben von Dr. Heinrich Wilhelm Matthias Olbers. In: Aerztlicher Verein zu Bremen (Hg.): Biographische Skizzen verstorbener Bremischer Aerzte und Naturforscher. Johann Georg Heyse, Bremen 1844.
- Biografie von Gottfried Reinhold Treviranus. In: Aerztlicher Verein zu Bremen (Hg.): Biographische Skizzen verstorbener Bremischer Aerzte und Naturforscher. Johann Georg Heyse, Bremen 1844.